# باهاس (حسيني)
باهاس (بالفارسية: بحاث) هي قرية تقع في إيران في قسم حسيني الريفي. يقدر عدد سكانها بـ 215 نسمة بحسب إحصاء 2016.